# Lagynochthonius dybasi
Lagynochthonius dybasi är en spindeldjursart som först beskrevs av Beier 1957.  Lagynochthonius dybasi ingår i släktet Lagynochthonius och familjen käkklokrypare. Inga underarter finns listade i Catalogue of Life.